# 赵毅新 (1956年)
赵毅新（1956年—），山东莱阳人，汉族，中华人民共和国企业家、政治人物。

## 生平
毕业于山东干部函授大学经济管理专业。加入中国共产党。1993年3月至1998年8月，任新华医疗公司董事、副总经理。1998年，当选为淄博市劳动模范。同年8月，升任公司董事、总经理。2001年3月，出任山东新华医疗器械股份有限公司董事长。2002年3月8日，第六届淄博市“巾帼十杰”评选揭晓，她与段立武、高玉红、王英、王玉玲、赵鸿雁、孟秀玲、任清莲、郑桂英、窦秀芳当选。2002年9月27日，公司登陆上海证券交易所。2009年10月17日，她在新华医疗器械集团总部，接待中共中央总书记、中华人民共和国主席胡锦涛视察。同年跟随时任国务院总理温家宝访问欧洲瑞士、德国、西班牙、英国和欧盟总部，是首位跟随国家领导人出访的山东企业家。
2011年，赵毅新率领新华医疗进行了激进的扩张，随后数年完成了对长春博讯、威士达、远跃药机、成都英德的收购，其中成都英德的并购案最受质疑。2013年，她出任第十二届全国人大代表。但并购并未带来净利润的增长，由于新华医疗未及时预披露2017年度业绩断崖式下跌，2017年4月，中国证监会山东监管局对新华医疗出具警示函，并对赵毅新进行监管谈话。同年8月2日，赵毅新因年龄原因卸任董事长，许尚峰接任。